# 加拿大老四校
老四校（英語：Old Four）是指加拿大中部的四所古老大學以及他們開展的足球聯賽。該名稱在新世代學生中已不常用。這四所學校分別是：麥基爾大學、皇后大學、多倫多大學和西安大略大學。它們都是最早參與加拿大大學運動聯賽足球比賽的四隊。雖然分數不會被累積至加拿大大學運動聯賽的成績，每年老四校都會在勞動節前的周末舉辦足球四角賽。
正如它的名字所暗示，老四校都是加拿大古老的大學，麥基爾大學、皇后大學、多倫多大學是由英國殖民時代的皇家特許狀所成立，西安大略大學是1867年加拿大自治領成立后第一所大学。此外加拿大还有一些其他获得皇室特许状的大学如主教大学。歷史上，這些學校都在運動競技上有舉行了激烈的競爭。如今，老四校都是研究型大學，並都是加拿大U15的成員之一。
幾十年來，老四校曾經在此四校當中設有一個加拿大式足球的賽事，但於20世紀70年代初經調整後開始，它已經不再已其原來的形式存在。

## 成员
雖然老四校最初成立時都為教會學校，但後來都因世俗化，而成為不從屬於任何宗教的公立大學。
| 學校         | 校址     | 隊伍名稱                 | 主場                      | 成立時的宗教 | 創建時間                             |
| ------------ | -------- | ------------------------ | ------------------------- | ------------ | ------------------------------------ |
| 麥基爾大學   | 蒙特利爾 | 麥基爾無足鳥、麥基爾紅人 | 珀西瓦爾·莫爾森紀念運動場 | 無宗教       | 前身麥基爾學院於公元1821年成立       |
| 皇后大學     | 金斯顿   | 皇后金眼                 | 理查森紀念運動場          | 長老宗       | 前身皇后學院於公元1839年成立         |
| 多倫多大學   | 多倫多   | 多倫多藍調               | 藍調運動場                | 英國國教     | 前身國王學院於公元1827成立           |
| 西安大略大學 | 伦敦     | 西安大略野馬             | TD運動場                  | 英國國教     | 1878創辦時名為「倫敦安大略西部大學」 |

## 歷屆賽事
| 年份 | 地點   | 男子組冠軍   | 男子組亞軍   | 比分         | 女子組冠軍   | 女子組亞軍   | 比分         |
| ---- | ------ | ------------ | ------------ | ------------ | ------------ | ------------ | ------------ |
| 2003 | 倫敦   | 西安大略大學 | 麥基爾大學   | 1-0          | 西安大略大學 | 麥基爾大學   | 4-3          |
| 2004 | 金斯頓 | 西安大略大學 | 麥基爾大學   | 2-1          | 麥基爾大學   | 西安大略大學 | 2-1          |
| 2005 | 滿地可 | 多倫多大學   | 皇后大學     | 2-1          | 麥基爾大學   | 皇后大學     | 1-0          |
| 2006 | 多倫多 | 西安大略大學 | 皇后大學     | 3-0          | 麥基爾大學   | 西安大略大學 | 6-2          |
| 2007 | 倫敦   | 西安大略大學 | 麥基爾大學   | 1-0          | 麥基爾大學   | 皇后大學     | 1-0          |
| 2008 | 多倫多 | 麥基爾大學   | 多倫多大學   | 2-0          | 麥基爾大學   | 多倫多大學   | 3-1          |
| 2009 | 倫敦   | 西安大略大學 | 麥基爾大學   | 2-1          | 麥基爾大學   | 皇后大學     | 3-0          |
| 2010 | 金斯頓 | 麥基爾大學   | 皇后大學     | 2-1          | 麥基爾大學   | 多倫多大學   | 1-0          |
| 2011 | 滿地可 | 多倫多大學   | 麥基爾大學   | P-P*         | 多倫多大學   | 麥基爾大學   | P-P*         |
| 2012 | 多倫多 | 多倫多大學   | 西安大略大學 | 1-1 (5-4 PK) | 麥基爾大學   | 西安大略大學 | 2-1          |
| 2013 | 倫敦   | 皇后大學     | 西安大略大學 | 1-1 (4-2 PK) | 多倫多大學   | 麥基爾大學   | 0-0 (4-3 PK) |
| 2014 | 金斯頓 | 麥基爾大學   | 西安大略大學 | 1-0          | 西安大略大學 | 麥基爾大學   | 1-0          |
| 2015 | 滿地可 | 西安大略大學 | 麥基爾大學   | 2-1          | 西安大略大學 | 麥基爾大學   | 2-2 (5-3 PK) |
| 2016 | 多倫多 | 西安大略大學 | 麥基爾大學   | 3-1          | 麥基爾大學   | 多倫多大學   | 1-0          |
| 2017 | 倫敦   | 西安大略大學 | 皇后大學     | 2-1          | 皇后大學     | 西安大略大學 | 1-0          |

註：因場地質素關係，2011年之賽事取消。

## 外部連結
- McGill Athletics（页面存档备份，存于）
- Queen's Golden Gaels（页面存档备份，存于）
- Toronto Varsity Blues（页面存档备份，存于）
- Western Mustangs（页面存档备份，存于）

## 聯盟新聞
- https://web.archive.org/web/20060509054448/http://universitysport.ca/e/w_fieldhockey/story_detail.cfm?id=5898
- https://web.archive.org/web/20060220081001/http://www.goldengaels.com/interuniversity/soccerm.html
- https://web.archive.org/web/20051016033626/http://www.varsityblues.ca/news/?id=2572
- Mustangs blank Redmen in Old Four gold medal game - Aug 26, 2007
- McGill claims Old Four soccer titles - August 31, 2008[永久]
- Old Four Tournament wraps up at Queen's 8/29/2010[永久]